# Saxen (Nora socken, Västmanland)
Saxen är en sjö i Nora kommun i Västmanland och ingår i Norrströms huvudavrinningsområde. Sjön är 14 meter djup, har en yta på 1,76 kvadratkilometer och befinner sig 113,1 meter över havet. Sjöns tillrinning kommer från vattendraget Knäppabäcken och avvattnas via ett Nor till sjön Vickern. Vid provfiske har bland annat abborre, braxen, gers och gädda fångats i sjön.

## Delavrinningsområde
Saxen ingår i det delavrinningsområde (659930-144795) som SMHI kallar för Mynnar i Saxen. Medelhöjden är 144 meter över havet och ytan är 13,6 kvadratkilometer. Det finns ett avrinningsområde uppströms, och räknas det in blir den ackumulerade arean 68,79 kvadratkilometer. Knäppabäcken som avvattnar avrinningsområdet har biflödesordning 5, vilket innebär att vattnet flödar genom totalt 5 vattendrag innan det når havet efter 234 kilometer. Avrinningsområdet består mestadels av skog (71 procent). Avrinningsområdet har 1,81 kvadratkilometer vattenytor vilket ger det en sjöprocent på 13,3 procent.

## Fisk
Vid provfiske har följande fisk fångats i sjön:
- Abborre
- Braxen
- Gärs
- Gädda
- Lake
- Löja
- Mört
- Siklöja